# Benjamin Kaufman
Benjamin Kaufman (1962) è uno psichiatra e psicologo clinico statunitense.
Nel 1992 fondò la National Association for Research and Therapy of Homosexuality, insieme a Charles Socarides e Joseph Nicolosi.

## Biografia
Dopo aver maturato alcune esperienze nel campo della psichiatria e della psicanalisi, divenne docente di psichiatria presso la School of Medicine dell'Università della California. Nel 1992 fu co-fondatore e membro del direttivo della National Association for Research and Therapy of Homosexuality.
In tale contesto, descrisse la derubricazione dell'omosessualità dall'elenco delle malattie mentali come il "primo passo nella direzione dell'indebolimento dell'integrità scientifica della psichiatria", attribuendolo all'opera della cosiddetta "agenda gay" del movimento LGBT.
Specializzato in neurologia, psichiatria e psicoanalisi presso l'American Psychoanalytic Association, ha esercitato la professione a Sacramento. È stato membro del consiglio del Mind Institute e dell'organismo che gestiva il programma di trapianto d'organo dell'Università della California. Membro dell'American College of Psychoanalysts, è stato presidente della Sierra Sacramento Valley Medical Society.